# Jia Zhangke
Jia Zhangke (Chinees: 賈樟柯 / 贾樟柯, Hanyu pinyin: Jiǎ Zhāngkē) (Fenyang (Shanxi), 29 mei 1970) is een Chinees filmregisseur, filmproducent, acteur en schrijver.

## Studie
Jia studeerde schilderkunst aan de Academie voor Schone Kunsten in Taiyuan. In 1991 bracht hij zijn eerste roman uit.
Later wisselde hij van opleiding en vervolgde hij zijn studie aan de filmacademie in Peking. Hier riep hij de groep voor experimentele films in het leven, die tegenwoordig wordt gerekend als de eerste plek van onafhankelijke filmproductie in China.

## Genre
De films van Jia als regisseur zijn te rekenen binnen het genre realisme. Zijn films spelen zich af in het dagelijkse leven van de semistedelijke zones in China. Hierover brengt hij de keerzijde in het beeld, waardoor hij een grote populariteit in Europa kent, terwijl hij in China zelf grotendeels onbekend is gebleven.
Zijn films vertonen in het algemeen een dagelijkse realiteit van Chinezen die hun sociale omgeving vernietigd zien worden in het belang van de economische vooruitgang.

## Filmografie
Een van zijn eerste films is Xiao Wu. In deze film uit 1997 beeldt hij het leven uit van een jonge zakkenroller.
In 2006 bracht hij de film Sanxia Haoren uit, die in het westen bekend werd onder de Engelse titel Still Life. Deze film heeft de Drieklovendam als onderwerp, waarvan de bouw tot gevolg heeft dat openbare gebouwen worden vernietigd en huizen worden verzwolgen onder het wassende water. De relaties van mensen onderling komen hierbij ernstig onder druk.
In Er Shi Si Cheng Ji - in het Engels bekend onder de titel 24 City - worden mensen getoond die ouder worden en werkloos raken terwijl de staat zich niet houdt aan beloftes.

### Als regisseur
- 1994: One Day in Beijing
- 1995: Xiao Shan Going Home
- 1996: Du Du
- 1997: Xiao Wu
- 2000: Zhantai
- 2001: In Public
- 2001: The Condition of Dogs
- 2002: Ren Xiao Yao (Unknown Pleasures)
- 2004: Shijie (The World)
- 2006: Dong
- 2006: Sanxia Haoren (Still Life)
- 2007: Wu Yong (Useless)
- 2007: Our Ten Years
- 2008: Er Shi Si Cheng Ji (24 City)
- 2008: Cry Me a River
- 2008: Black Breakfast
- 2010: Hai Shang Chuan Qi (I Wish I Knew)
- 2015: Shan he gu ren (Mountains May Depart)
- 2018: Jiang hu er nv (Ash is Purest White)

### Als producer
- 2006: Walking on the Wild Side
- 2008: Plastic City Yu Lik-wai
- 2008: Perfect Life

### Als acteur
- 2002: Overloaded Peking
- 2002: Unknown Pleasures
- 2003: My Camera Does Not Lie
- 2006: Karmic Mahjong

## Onderscheidingen
De films van Jia Zhangke vielen een groot aantal malen in de prijzen. Slechts een kleine selectie hiervan zijn de NETPAC Award en de Wolfgang-Staudte-Preis voor zijn film Xiao Wu, een Gouden Leeuw op het Filmfestival van Venetië in 2006 en een Gouden Palm tijdens het Filmfestival van Cannes in 2008.
In ontving hij zelf een Prins Claus Prijs. De jury van het Prins Claus Fonds gaf hem die erkenning "voor de bijzondere esthetische en intellectuele kwaliteiten van zijn werk, voor het maatschappelijke engagement waarmee hij de realiteit van de levens van gewone mensen belicht, voor zijn belangrijke bijdrage aan de lokale culturele identiteit en het vergroten van zelfvertrouwen, en voor zijn creatieve verkenning en verandering van de frontiers of reality."
- Bibsys: 14015535
- Biblioteca Nacional de España: XX4691937
- Bibliothèque nationale de France: cb15522641v (data)
- Catàleg d'autoritats de noms i títols de Catalunya: 981058514542906706
- CiNii: DA16760105
- Gemeinsame Normdatei: 13216468X
- International Standard Name Identifier: 0000 0001 1639 8373
- Library of Congress Control Number: no2005004365
- Bibliotheek van het Japanse parlement: 01170057
- Nationale Bibliotheek van Tsjechië: xx0179361
- Nationale bibliotheek van Australië: 40010675
- Nationale Bibliotheek van Israël: 987007452037705171
- Nederlandse Thesaurus van Auteursnamen: 244894353
- Réseau des bibliothèques de Suisse occidentale: 02-A009384903
- Système universitaire de documentation: 092571050
- Trove: 1441754
- Virtual International Authority File: 50379824
- WorldCat: E39PBJdh4hYYRkbhmVRHVKkbh3